# Adina Vălean
Adina Ioana Vălean (ur. 16 lutego 1968 w miejscowości Țintea) – rumuńska polityk i nauczycielka, posłanka krajowa, deputowana do Parlamentu Europejskiego VI, VII, VIII, IX i X kadencji, w latach 2019–2024 członkini Komisji Europejskiej.

## Życiorys
Ukończyła w 1990 studia z matematyki na Uniwersytecie Bukareszteńskim, kształciła się następnie podyplomowo m.in. w zakresie integracji europejskiej. W latach 90. pracowała jako nauczycielka. Od 1997 do 1999 była dyrektorem w ministerstwie młodzieży i sportu. Później związana z organizacjami pozarządowymi.
Wstąpiła do Partii Narodowo-Liberalnej, w 2006 została wiceprzewodniczącą tego ugrupowania w okręgu Prahova. Kierowała partyjnymi kampaniami wyborczymi. Od 2004 do 2007 sprawowała mandat posłanki do rumuńskiej Izby Deputowanych.
Była obserwatorem w Parlamencie Europejskim. 1 stycznia 2007 objęła mandat eurodeputowanej, utrzymała go w wyborach w tym samym roku. W wyborach w 2009 skutecznie ubiegała się o reelekcję. W VII kadencji przystąpiła do grupy Porozumienia Liberałów i Demokratów na rzecz Europy (została jej wiceprzewodniczącą), Komisji Petycji oraz Komisji Przemysłu, Badań Naukowych i Energii. W 2014 i 2019 była wybierana na kolejne kadencje Europarlamentu.
W 2019 dołączyła następnie do Komisji Europejskiej kierowanej przez Ursulę von der Leyen (z kadencją od 1 grudnia tegoż roku) jako komisarz do spraw transportu. W 2024 po raz kolejny uzyskała mandat posłanki do Europarlamentu. W związku z zamiarem jego objęcia w lipcu tegoż roku ustąpiła ze stanowiska w KE.

## Odznaczenia
- Order „Za zasługi” III klasy (Ukraina, 2022)[5]